# Chirocephalus marchesonii
Il chirocefalo del Marchesoni (Chirocephalus marchesonii Ruffo & Vesentini, 1957) è un crostaceo branchiopode della famiglia Chirocephalidae e del genere Chirocephalus, endemico del lago di Pilato, un piccolo specchio d'acqua di origine glaciale racchiuso nel massiccio del Monte Vettore, nel Parco nazionale dei Monti Sibillini. Venne rinvenuto per la prima volta nel 1954 da Vittorio Marchesoni, direttore dell'Istituto di Botanica dell'Università di Camerino, durante una delle sue periodiche escursioni nei Monti Sibillini. Ulteriori campionamenti vennero effettuati successivamente da Ruffo e Vesentini (1957) che stabilirono che si trattava di una nuova specie. La nuova entità venne pertanto dedicata a Vittorio Marchesoni e denominata Chirocephalus marchesonii.
La caratteristica più interessante di questi anostraci consiste nel loro adattamento ad ambienti sottoposti a forti stress stagionali. Si tratta soprattutto di raccolte d'acqua temporanee e piccoli bacini astatici, caratterizzati da un periodo di completa assenza dell'acqua (prosciugamento/congelamento) e/o da fluttuazioni di livello e, di conseguenza, anche da oscillazioni dei parametri fisico-chimici, a volte notevoli. Per far fronte a tali difficoltà ambientali essi producono forme di resistenza dette cisti, all'interno delle quali l'embrione, il cui sviluppo è arrestato allo stadio di gastrula, è isolato da una parete protettiva che gli consente di conservare la vitalità fino a che non si ricreano le condizioni idonee alla schiusa.

## Descrizione

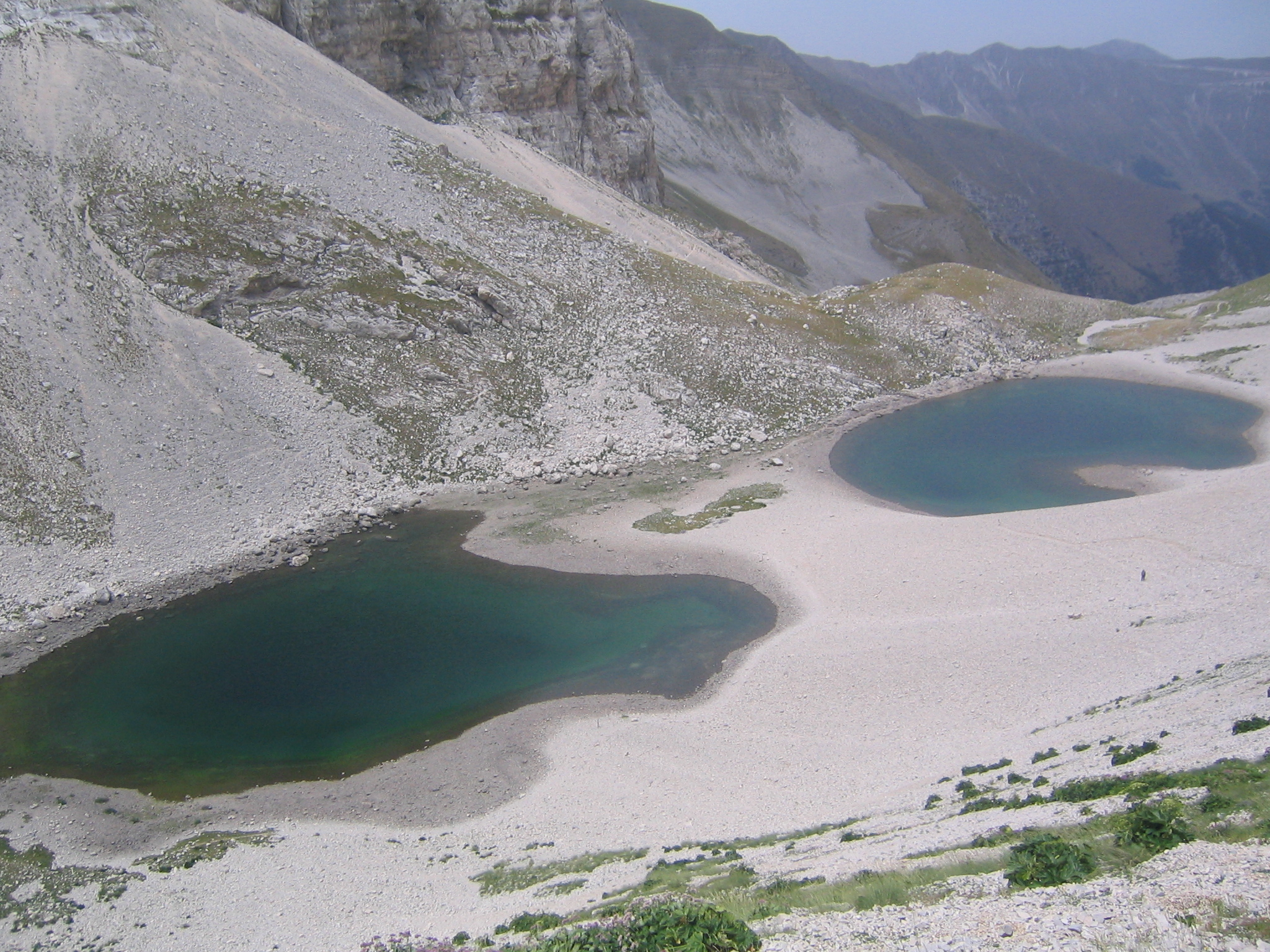
Il lago di Pilato

È facilmente distinguibile dagli altri branchiopodi viventi principalmente per il corpo allungato approssimativamente cilindrico e per l'assenza del carapace. Il corpo, che presenta una metameria ben evidente, è diviso in tre regioni: un capo, un torace provvisto di undici paia di appendici natatorie, aventi anche funzione respiratoria, ed un addome che nel suo tratto iniziale reca gli organi della riproduzione: un sacco ovigero nella femmina ed una coppia di peni pari nel maschio.
Questi crostacei, che hanno la peculiare caratteristica di nuotare con la superficie ventrale del corpo rivolta verso l'alto, sono organismi planctonici e si spostano grazie ai battiti metacronali delle appendici toraciche. La loro posizione di nuoto sembra derivare da un fototropismo positivo. La specie in questione è caratterizzata da una colorazione rosso corallo e raggiunge, in entrambi i sessi, una taglia compresa fra i 9 e i 12 mm. Le uova prodotte sono di forma sferica e, se confrontate con quelle prodotte dalle altre specie congeneri italiane (C. kerkyrensis, C. salinus, C. sibyllae, C. diaphanus e C. ruffoi), risultano essere quelle di maggiori dimensioni (diametro medio esterno = 0,43 mm).
Chirocephalus marchesonii mostra uno sviluppo anamorfo, dove l'embrione schiude come larva nauplio e la forma adulta viene raggiunta attraverso una serie di modifiche graduali della morfologia corporea, man mano che si aggiungono nuovi segmenti e appendici. Il suo ciclo biologico è sincronizzato e strettamente dipendente dal ciclo idrologico annuale del lago di Pilato e si ripete con una certa regolarità in un arco di tempo compreso tra inizio giugno e fine settembre.

## Conservazione

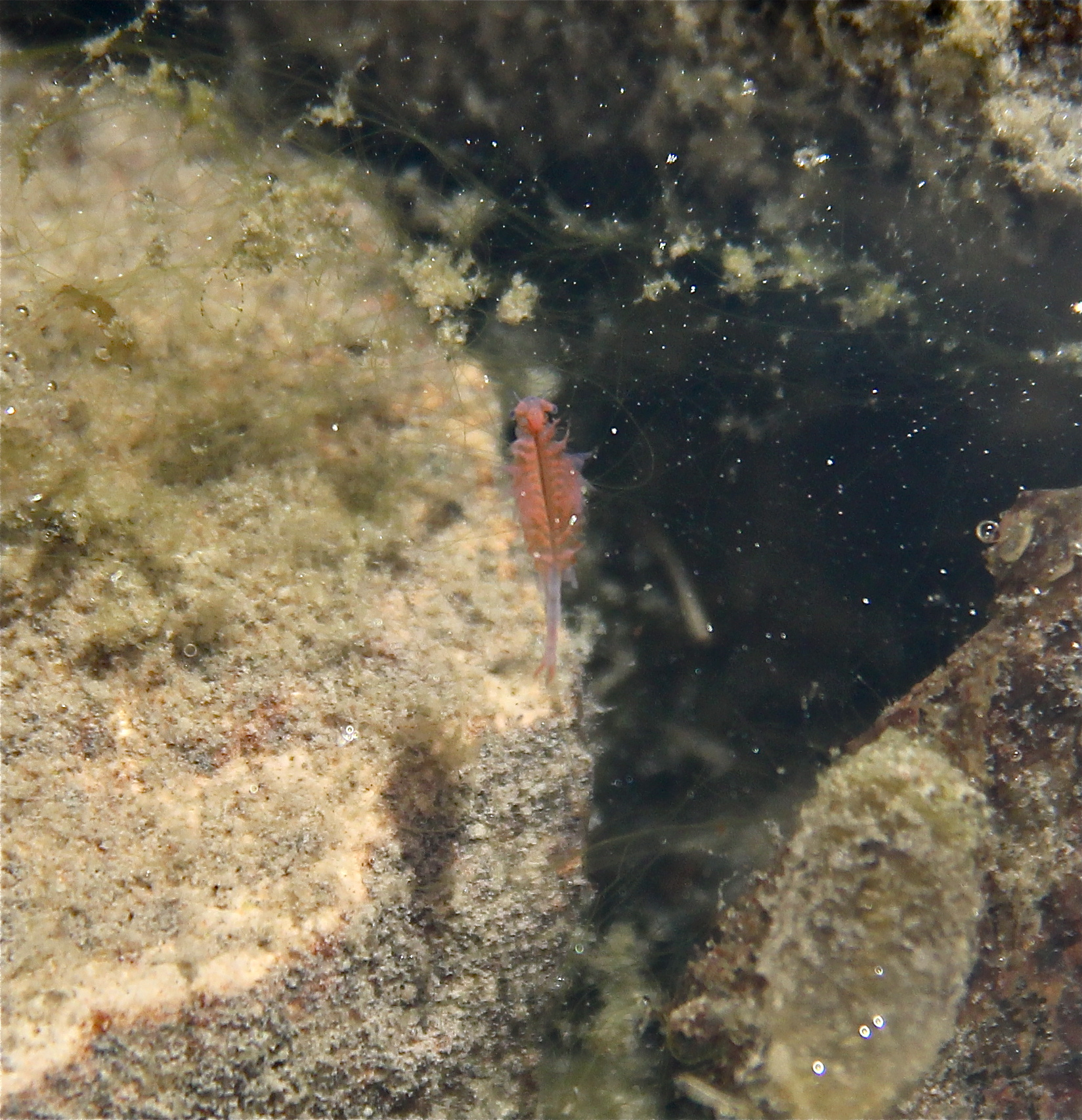
Chirocefalo del Marchesoni

Le cisti deposte di stagione in stagione non schiudono tutte ma una parte rimane nel sedimento costituendo in questo modo un'ulteriore garanzia (oltre a quella stagionale) per il futuro della specie. È quindi di vitale importanza proteggere il biotopo dove questa specie vive poiché, mentre la vita della forma natante dura pochi mesi, le cisti da essa prodotte si mantengono vitali per diversi anni se non intervengono fattori antropici a perturbare il sedimento nel quale queste si sono andate stratificando. 
Il rischio più serio che ad oggi questa specie corre è legato ai cambiamenti climatici in atto. Ecosistemi appenninici di alta quota come il lago di Pilato sono caratterizzati da particolari condizioni climatiche che li rendono particolarmente vulnerabili nei confronti delle alte temperature. Il lago di Pilato in questo senso può essere considerato un areale relitto che, per le sue particolari condizioni orografiche e climatiche, costituisce un vero e proprio habitat "rifugio", che ha garantito e garantisce tuttora, le necessarie condizioni ambientali per tutte le specie che lo popolano (tra cui appunto Chirocephalus marchesonii, specie stenoterma di basse temperature) le quali, se le previsioni dell'IPCC saranno confermate, nel giro di poche decine di anni potrebbero estinguersi.
Il lago di Pilato è situato all'interno del Parco nazionale dei Monti Sibillini ed è sottoposto alle specifiche norme di tutela dell'area protetta.

## Riferimenti nella cultura di massa
Il chirocefalo è protagonista del brano Fermo! del gruppo emiliano Offlaga Disco Pax, ironicamente definito "eroico" nel  tentativo di affermare la propria autodeterminazione contro un sistema che chiama ambientalismo ciò che al chirocefalo appare come "una imbarazzante difesa degli status quo".
Un chirocefalo è anche il narratore principale del fumetto Atto di Dio di Giacomo Nanni.